# Dragoš Kalajić
Dragoš Kalajić (1943-2005) foi um artista, filósofo e escritor sérvio. Kalajić estudou na Accademia di Belle Art em Roma. Graduou-se em 1968 e depois de completar seu treinamento ele começou a viver e trabalhar em Belgrado e Roma. Kalajić foi um escritor e ao mesmo tempo um artista (ele escreveu para a revista Pogledi). Foi membro da Associação dos Escritores da Sérvia, da Associação de Belas Artistas da Sérvia e da Associação dos Escritores da Rússia. Ele alcançou um sucesso considerável nos muitos campos em que se aventurou, desde a literatura às artes visuais até à história da arte e da publicação. Teve bastante influência e amizade entre o meio dissidente sendo amigo de nomes renomados tal como Julius Evola, Ezra Pound, Aleksandr Dugin, Giorgio de Chirico, Gualtiero Jacopetti e muitos outros.